# 東學
東學（：／ Donghak），是朝鮮王朝末期出现的一种朝鲜半岛本土新兴宗教。东学字面意思为东方之学，与当时东进的西学相对，由庆州人崔济愚于1860年创建，是韩国天道教的前身。
东学除了有反洋教、反侵略的性质外，还有倡导平等，反封建的性质。东学批判儒家正统 “天命”的形而上学，提出“人乃天”，主张“后天开辟”“地上天国”。因此东学在创建之初即遭到受儒学思想影响的朝鲜封建统治者的镇压，被视为异端邪教。东学第一、二任教主都被封建统治者极刑处死殉教。东学“万民平等，后天开辟”的思想在1894年引发了东学农民革命，在第三任教主孙秉熙时期主导了韩国近现代史上規模最大的全民反日救国运动——三一运动。

## 历史

### 创建

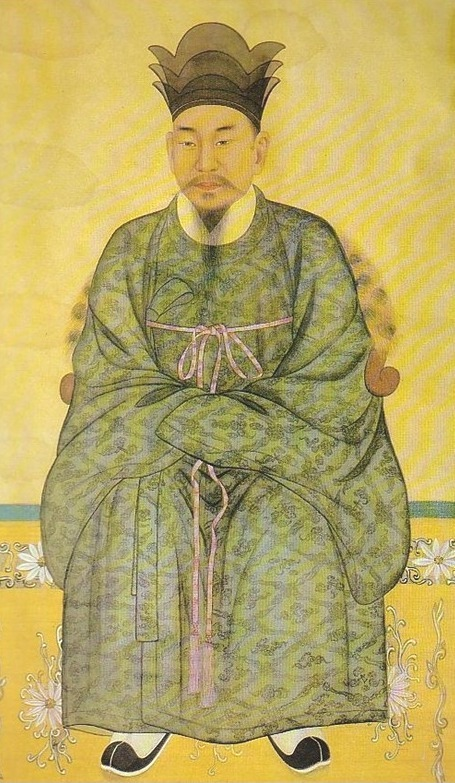
东学创始人崔济愚

19世纪中叶，西方列强和日本渗透入侵朝鲜。与此同时，以天主教为代表的西方文化（西学）冲击着朝鲜传统社会。朝鲜岭南学派继承者庆州名儒崔鋈之子崔济愚（号水云）深感“儒道、佛道经过千年发展气数已尽”。1860年5月25日（农历4月5日），他经数年修行后忽有感悟，创建与西学相抗衡的“东方之学”——“东学”，有“天主突然降临他的草堂，授以不死仙药和咒文，命他代天主布教济民” 。此日后成为东学“天日纪念日”，1860年则成为布德元年。
水云创建的东学除了有反洋教、反侵略的性质外，还有倡导平等，反封建的性质。他摒弃儒家正统 “天命”的形而上学，提出“人乃天”，并否认后世的存在，主张“后天开辟”“地上天国”。在其《龙潭遗词：教训歌》中，水云称：“命运是神奇的事物。富贵之人以前也曾贫贱，贫贱之人今后也可能富贵”。1861年，水云在龙潭开始传教后便遭到儒生和官府的非难与镇压。次年，他回到庆州传教，在那里建立起东学组织——“接”，并任命了16位接主。东学开始以庆尚和全罗两道为中心向朝鲜全国扩散，信徒众多，势力不断扩大，引起朝鲜封建统治者的担忧。东学也被朝鲜朝廷定为与天主教一样的邪教。水云预感自己有殉教的危险，于是在1863年9月26日（农历8月14日）将教主之位传给自己的大弟子、远亲海月神师崔时亨。此日后成为东学“地日纪念日”。1864年4月15日（农历3月10日），水云在大邱被庆尚道观察使徐宪淳以左道惑民之罪处于极刑。:483-484

### 发展
1864年水云殉教后，崔时亨为躲避官府隐身太白山。1880年，他将教祖汉文遗文整理成册以《東經大典》之名出版，次年又将韩文遗文以《龍潭遺詞》之名出版。东学教义开始广为流传。1884年，朝鲜发生甲申政变后，政府对东学的镇压开始放松。东学信徒数量开始迅速增加。在东学农民革命爆发前，东学在崔时亨的领导下，已经发展为组织严密的全国性宗教组织。东学在教祖之下设有19个大接主，每个大接主下设有十几个郡县的接主，每个接主又下设6个职能岗位。
1892年末，在朝鲜政府解禁天主教后，崔时亨在教徒的提议下在全罗道参礼郡组织聚会，上书观察使李宪植为教祖申冤，但遭拒绝。东学教徒不服，数日后又上书状告地方官吏无端没收东学教财物，并为教祖申冤，恢复传教自由。数千人留在全州府不去。李宪植害怕东学暴乱，于是发表公文称今后禁止迫害东学教。1893年初，崔时亨派40名弟子进京在景福宫光化门前请愿，为教祖申冤，为东学平反，但无果而终。:407

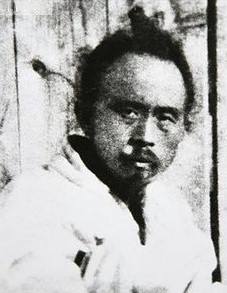
东学南接派代表人物，东学农民革命领袖全琫准

1893年4月29日（农历3月11日），崔时亨再次在忠清道报恩郡组织教徒举行“为教祖申冤”的聚会，并在檄文提出“惩办贪官污吏”、“反倭斥洋”的口号。各地东学教徒和农民数万人表示不“废除东学教取缔令”决不罢休。朝鲜统治者先是派户曹参判鱼允中为两湖宣抚使前往。经鱼允中劝说与威逼，崔时亨与朝廷妥协，要求信徒各自散去回乡。但东学教徒并不肯离开。朝鲜朝廷于是派前营营使洪启薰率600官军前往报恩郡镇压。崔时亨见况再次下令教徒立即解散还乡，自己也匆忙逃往青山郡躲避。但是，以全琫准为代表的一些基层骨干仍然坚持斗争到最后。此次报恩聚会后，东学出现了与官方妥协的北接派和主张武力反抗的南接派两个派系。北接派主要以崔时亨和孙秉熙为代表。南接派则以全琫准为代表。:8-10:485

### 东学农民革命
1894年1月10日（农历2月15日），全琫准带领数千农民在全罗道古阜郡起义，后控制南方三道，攻克朝鲜太祖李成桂（全州李氏）的祖籍地，全罗道首府全州。惊恐的朝鲜封建统治者一方面向清政府告急，请求援兵，另一方面与全琫准议和。双方最终签署《全州和约》。日本在得知朝鲜向清政府求援后借机向朝鲜派兵，推翻闵妃集团，扶植以金弘集为首的亲日内阁，炮轰清朝军舰，引发中日甲午战争。:12-31:485-489:410-422
日军将清朝军队逐出朝鲜半岛后，日军和金弘集亲日政府开始将矛头转向农民起义军。全琫准决定北上讨伐日寇。以崔时亨为代表的北接派，一直反对武装起义，称：“借道酿乱不义也。湖南全琫准和湖西徐璋玉皆为国家之罪人、师门之逆贼。吾辈当聚力而攻之。” :25-32:488-499但随着金弘集亲日政府和日军对东学教徒迫害的加剧，北接派最终也加入南接派北上讨伐日寇的队伍。1894年10月15日，全琫准率各地汇集而来的起义军攻克忠清道论山。此后，他两次试图攻克忠清道首府公州。但由于武器装备落后，缺乏正规军事训练，起义军败退至论山。血战11天后，论山也失守。在退却途中，全琫准因叛徒出卖被逮捕，后被押往汉城处死。:32-39:491-492:422-424

### 天道教
东学农民革命失败后，崔时亨也遭到追官府追杀。1898年1月16日（农历1897年12月24日），崔时亨将教主之位传给大弟子义庵圣师孙秉熙。此日后成为东学“人日纪念日”。同年，崔时亨因叛徒出卖，被朝廷逮捕，后被处死。崔时亨殉教后，孙秉熙流亡日本。1904年，他组建进步会，发起甲辰改革运动。由于李容九等教徒变节，组建亲日团体一进会，孙秉熙在1905年宣布“教与会分离”，将东学改名为天道教。次年，孙秉熙返回朝鲜，将李容九等62名亲日教徒开除教籍，颁布《天道教大宪》，在汉城设立天道教总部，将天道教改组为近代宗教。
孙秉熙回国后投身韩国独立运动，倡导民族独立。东学“万民平等，后天开辟”的思想，成为三一运动背后的主导力量。1919年3月1日，以孙秉熙为首的天道教与基督教、佛教等宗教代表33人在汉城塔洞公园宣读《独立宣言书》，向世界宣布韩国的独立，开启了韩国近现代史規模最大的全民性的反日救国运动。天道教目前是韩国七大宗教之一，有教会150余个，教堂280所，信徒5万多名。

## 东学经典
东学教典籍主要有教祖水云大神师所著文言文版的《東經大典》和韩文版的《龍潭遺詞》。《东经大典》由东学教祖崔济愚生前撰写的《布德文》、《伦学文》、《修德文》、《不然其然》、《叹道儒心急》、《八节》、《和诀诗》、《诀》、《偶吟》、《题书》等组成，由其大弟子东学教第二任教主崔时亨1880年整理出版。为便于向平民传教，崔济愚生前撰写了《龙潭歌》、《安心歌》、《教训歌》、《梦中老少问答歌》、《道修词》、《劝学歌》、《道德歌》、《兴比歌》等韩文教典。1881年，崔时亨将其这些韩文教典整理成册，以《龙潭遗词》之名出版。
此外，东学第二任教主海月神师崔时亨亦有《海月神师法说》留世，收录其人接物、守心正气等37篇。第三任教主义庵圣师孙秉熙著有《义庵圣师法说》，收录其天体德经、觉世真经33篇。

## 与儒、佛、道教和西学的关系
东学认为：“儒教拘于名节，未达玄妙；佛教入于寂灭，而绝伦常；道教悠悠自然，缺乏治平”，“古道衰弱，西教乘虚而入，因而国运危险……西教是亡国家、灭百姓的邪教” 。
不过像基督教受到希伯来思想和希腊文化，佛教受到印度教和婆罗门教影响一样，东学也受到儒、佛、道三教和西学的影响。东学中可以看到“修身齐家”“三纲五常”等儒家思想的影子。但东学对传统儒学的“天命”“天理”“天德”的思想持批判态度，而主张“人人平等”，“后天开辟”“地上天国”的有西方民主思想的观念，因此被当时儒家思想统治的朝鲜视为异端邪教。东学始祖崔济愚奇遇金刚山和尚赠天书的“乙卯天书”事件，使东学披上佛教的色彩。东学灵符和咒文的使用也体现了道教的元素。
朝鲜日占时期的日本学者吉川文太郎在其《朝鲜诸宗教》中首次提出东学是融合儒佛道三教优点排斥缺点而成，从而批判东学是伪造的，不是宗教。其目的主要是贬低东学思想价值，促使东学内部和朝鲜民族分裂。